# Sant'Angelo a Fasanella
Sant'Angelo a Fasanella är en ort och kommun i provinsen Salerno i regionen Kampanien i Italien. Kommunen hade 567 invånare (2017).